# Аш (страва)
Аш (перс. آش ), - це густий суп / рагу, який зазвичай подається гарячим і є частиною іранської кухні. Він також є в афганській, азербайджанській, кавказькій та турецькій кухнях. 
Слово "кухар" перекладається як "аушпаз" перською мовою. Слово є поєднанням двох перських слів "ауш" і "паз" і буквально означає "людина, яка готує ауш".   Також слово "кухня" перекладається як "аушпазкханех": поєднання слів "аушпаз" та "кханех", що означає будинок.

## Інгредієнти
Аш зазвичай виготовляється з різними інгредієнтами, але може включати; локшину з пшениці, куркуму, овочі (брокколі, морква, цибуля, селера, шпинат, часник, халапеньо), бобові (нут, квасоля), зелень (кріп, м'ята, коріандр, фарш кінза), йогурт та мелений баранина, яловичина або курка.    
Залежно від типу аша, він може містити різні типи зерна, бобових ( нут, квасоля, сочевиця), овочі, помідори, ріпа, трави (петрушка, шпинат, кріп, зелена цибуля, коріандр, сушена м'ята), цибуля, олія, м'ясо, часник, кесме (аш-е-реште ) та спеції, такі як сіль, перець, куркума, шафран тощо.
Аш можна вважати повноцінним харчуванням або першим стравою.  Аш часто можна купити в перських магазинах у консервованому вигляді  вигляді сухих сумішей або заморожених.

## Різновиди

### Афганська кухня
Афганський суп зазвичай готують з локшиною та різними овочами на бульйоні на основі томатів.    В афганській версії супу частіше є помідори або томатний бульйон. Його заправляють чакою (йогуртовим соусом) та сухими / подрібненими листям м’яти.

### Іранська кухня
В іранській кулінарії налічується понад 50 видів густого супу (аш), а Аш-е Реште - один із найпопулярніших видів.  Деякі інші добре відомі аш включають аш-е-анар (гранатове рагу), аш-е-йо (ячмінне рагу), аш-е-дуг, аш-е-сак (тушковане рагу зі шпинату), аш-е-торш (буряка / соління). Іранська варіація аша часто доповнюється гарніром (нана-даг) смаженою м’ятною олією, часниковою стружкою та / або чипсами-шалотом.  